# The Best of April Wine: Rock Ballads
The Best of April Wine: Rock Ballads è un album di raccolta del gruppo rock canadese April Wine, pubblicato nel 1981.

## Tracce
1. Just Between You and Me
2. Child's Garden
3. Like a Lover, Like a Song
4. You Won't Dance with Me
5. I Wouldn't Want to Lose Your Love
6. Rock n' Roll Is a Vicious Game
7. Cum Hear the Band
8. Comin' Right Down on Top of Me
9. Marjorie
10. I'm on Fire for You Baby
11. Lovin' You
12. Wings of Love

## Formazione
- Myles Goodwyn – voce, chitarre, tastiere, cori
- Steve Lang – basso, cori
- Brian Greenway – voce, chitarra, armonica
- Jerry Mercer – batteria, percussioni, cori
- Gary Moffet – chitarra, cori
- Jim Clench – voce, basso